# Кульомін Микола Володимирович
Микола Володимирович Кульомін (рос. Николай Владимирович Кулёмин; 14 липня 1986, м. Магнітогорськ, СРСР) — російський хокеїст, правий/лівий нападник. Виступає за «Нью-Йорк Айлендерс» у Національній хокейній лізі.
Вихованець хокейної школи «Металург» (Магнітогорськ). Виступав за «Металург» (Магнітогорськ), «Торонто Мейпл-Ліфс», «Торонто Марліз» (АХЛ).
В чемпіонатах НХЛ — 503 матчі (99+127), у турнірах Кубка Стенлі — 14 матчів (1+2).
У складі національної збірної Росії учасник зимових Олімпійських ігор 2014 (5 матчів, 0+0); учасник чемпіонатів світу 2006, 2007, 2010, 2011, 2012, 2014 і 2015 (63 матчі, 12+20). У складі молодіжної збірної Росії учасник чемпіонату світу 2006. У складі юніорської збірної Росії учасник чемпіонату світу 2004.
Досягнення
- Чемпіон світу (2012, 2014), срібний призер (2010, 2015), бронзовий призер (2007)
- Чемпіон Росії (2007)
- Володар Кубка європейських чемпіонів (2008)
- Срібний призер молодіжного чемпіонату світу (2006).
- Переможець юніорського чемпіонату світу (2004).